# گوزلیم (توفان بی‌لی)
گوزلیم (به ترکی استانبولی: Güzelim) یک منطقهٔ مسکونی در ترکیه است که در توفانبیلی واقع شده‌است.